# Leon Kozłowski
Leon Tadeusz Kozłowski (6. června 1892 Rembieszyce – 11. května 1944 Berlín) byl polský politik a archeolog. Od 15. května 1934 do 28, března 1935 byl předsedou polské vlády. Jako řada dalších lídrů sanačního režimu byl svobodným zednářem.

## Život
Před rokem 1914 se s rodinou přestěhoval do Lvova (dnes Ukrajina, tehdy Rakousko-Uhersko), kde nastoupil na místní univerzitu. Vstoupil také do Svazu střelců a Sdružení pokrokové mládeže. Po vypuknutí první světové války vstoupil do polských legií Józefa Piłsudského, které bojovaly proti Rusům. Po tzv. krizi přísahy v roce 1917 (polští vojáci odmítli složit přísahu věrnosti německému císaři Vilémovi II. poté, co Němci podepsali s Rusy brestlitevský mír) vstoupil do Polské vojenské organizace a připravoval kádry budoucí polské armády. Když Polsko získalo v roce 1918 nezávislost, Kozłowski se dobrovolně přihlásil do polsko-sovětské války. Poté byl demobilizován a vrátil se do Lvova, kde dokončil studia na Univerzitě Jana Kazimierze. V roce 1921 se zde stal profesorem a přednostou fakulty prehistorie. Tuto funkci zastával v letech 1921 až 1931 a poté znovu v letech 1935 až 1939.
Působil rovněž v různých společenských a politických organizacích, včetně Společnosti pro sanaci republiky, ze které se rekrutovali Piłsudského spolubojovníci, aktéři květnového převratu v roce 1926 a představitelé následného sanačního režimu. V roce 1928 Kozłowski vstoupil do Nestranického bloku pro spolupráci s vládou a téhož roku byl zvolen do Sejmu. Funkci poslance zastával až do roku 1935, kdy byl zvolen do Senátu. Během své politické kariéry zastával různé funkce v několika vládách. V letech 1930 až 1935 byl ministrem agrárních reforem. Zároveň byl v letech 1932 až 1933 státním podtajemníkem na ministerstvu financí. Konečně 15. května 1934 se Kozłowski stal předsedou vlády Polska. Zasloužil se o zřízení zajateckého tábora v Bereza Kartuska, kde sanační režim věznil a trýznil své odpůrce. Po smrti maršála Piłsudského byl vnímán jako zástupce levicové části sanačního hnutí, jehož představitelé však mocenský zápas prohráli a byli vytlačeni do ústraní. Kozłowski se vrátil do Lvova, kde se znovu ujal svých postů na univerzitě. V roce 1937 se také krátce zapojil do hnutí Obóz Zjednoczenia Narodowego, ale bez většího úspěchu.
Po sovětské invazi do Polska v roce 1939 a vypuknutí druhé světové války zůstal ve Lvově, kde byl zatčen sovětskou tajnou službou NKVD. Strávil téměř dva roky v různých sovětských věznicích. Byl zde mučen – byly mu vyraženy zuby a přišel o jedno oko. Nakonec byl odsouzen k smrti za „protisovětské chování“. Po dohodě Sikorski-Majský z roku 1941 byl však propuštěn a odcestoval do Buzuluku, kde se pokusil připojit k polské armádě, kterou zde tvořil generál Władysław Anders. Kvůli své politické minulosti však byl odmítnut. Poté opustil vojenský tábor a vydal se na 1000 mil dlouhou cestu na západ v doprovodu jednoho důstojníka, který se chtěl připojit k Němcům. Přešel sovětsko-německou frontu, za což byl polským soudem odsouzen k trestu smrti. Německé úřady ho poslaly do Berlína. Během toho se účastnil jednání s nacistickými úřady, které v něm spatřovaly možného kolaboranta a spojence při získávání Poláků pro německou věc. V květnu 1943 byl vyslán na místo Katyňského masakru jako jeden z expertů přivezených na místo německými úřady. Přestože vyjádřil pochybnosti o verzi událostí, jak ji předložilo říšské ministerstvo propagandy Josepha Goebbelse, vyjádřil jistotu, že masakr spáchali Sověti. Kozłowski, internovaný v berlínském hotelu Alemannia, pak našel práci v etnografickém muzeu a mohl se věnovat vědeckému výzkumu. Byl mu také přiznán značný měsíční důchod. Byl zraněn při spojeneckém náletu na německé hlavní město a na následky zranění 11. května 1944 zemřel. V Polsku je dnes vnímán jako kolaborant s Němci.